# Aholfing
Aholfing település Németországban, azon belül Bajorországban. Lakosainak száma 1931 fő (2023. december 31.).

## Népesség
A település népessége az elmúlt években az alábbi módon változott:
| Lakosok száma | 531  | 824  | 1109 | 1076 | 1762 | 1826 | 1818 | 1812 | 1889 | 1931 |
|               | 1875 | 1950 | 1975 | 1987 | 2012 | 2014 | 2016 | 2017 | 2021 | 2023 |